# Saranthe marcgravii
Saranthe marcgravii är en strimbladsväxtart som beskrevs av Pickel. Saranthe marcgravii ingår i släktet Saranthe och familjen strimbladsväxter. Inga underarter finns listade.